# Vistträsk
Vistträsk est une localité suédoise située dans la commune d'Älvsbyn dans le comté de Norrbotten.
Sa population était de 221 habitants en 2019. 